# Aeroport internacional de Pyongyang
L'Aeroport internacional de Pyongyang, més conegut com a Aeroport Internacional de Pyongyang Sunan, l'aeroport internaciona que dona servei a Pyongyang, la capital de Corea del Nord. Es troba al districte de Sunan de la ciutat. L'aeroport es va tancar el 2020 als viatges internacionals a causa de la pandèmia COVID-19 i es va reobrir el 2023 amb la represa del vol d'Air Koryo a Pequín i Vladivostok.